# Pekariowiec obrożny
Pekariowiec obrożny, dawniej nazywany także pekari obrożny (Dicotyles tajacu) – gatunek ssaka parzystokopytnego z rodziny pekariowatych występujący w Ameryce Południowej i Środkowej. Jedyny żyjący współcześnie przedstawiciel rodzaju pekariowiec (Dicotyles). Najmniejszy z 3 gatunków pekariowatych (ważą od 14 do 30 kg). Posiada charakterystyczną białą obrożę na szyi.
Zamieszkuje różnorodne środowiska od pustyń po tropikalne lasy deszczowe. Żywi się głównie pokarmem roślinnym – jagody, pędy, bulwy, kłącza, a także w mniejszym stopniu zwierzęcym - bezkręgowcami czy drobnymi kręgowcami. Aktywny w nocy oraz w chłodniejszych porach dnia. Tworzy stada do 20-50 osobników (zwykle 6 do 9), którym przewodzi dominująca samica. Po 142-151 dniach ciąży rodzą się 1-3 młode. Żyje do 25 lat. Jest symbolem Parku Narodowego Copo w Argentynie.